# Perambalur (huyện)
Huyện Perambalur là một huyện thuộc bang Tamil Nadu, Ấn Độ. Thủ phủ huyện Perambalur đóng ở Perambalur. Huyện Perambalur có diện tích 1752 ki lô mét vuông. Đến thời điểm năm 2001, huyện Perambalur có dân số 486971 người.